# Щёлкающая квакша
Щёлкающая квакша (лат. Acris crepitans) — вид бесхвостых земноводных из рода сверчковых квакш семейства квакш, распространённый на территории США.

## Название
Видовой эпитет происходит от лат. crepitans, «стрекочущий», отсылая к характерным звукам, издаваемым самцами.

## Внешний вид
Щёлкающая квакша имеет мелкие размеры и стройное телосложение. Взрослые особи достигают длины тела от кончика морды до заднего конца уростиля 16—35 мм, являясь одним из самых мелких бесхвостых земноводных Северной Америки. Самки обычно несколько больше самцов. Основной фон тела серый, светло-коричневый или оливковый, иногда жёлтый или оранжевый. Кожа на спине бугорчатая. Между глазами имеется тёмное пятно в форме треугольника, обращённого вершиной назад. Иногда за ним вдоль хребта тянется серая, красная, коричневато-красная или зелёная полоса. Конечности сверху обычно сохраняют основную окраску спины, иногда с тёмными поперечными полосами. По задней стороне бёдер проходит тёмная полоса с неровными краями. Брюшная сторона конечностей беловатая. Задние лапы с хорошо выраженными перепонками. Брюхо белое или кремовое. Могут присутствовать анальные бородавки. У некоторых особей околоклоакальная область и основания бёдер могут быть слегка желтоватыми. Резонатор самцов в брачный сезон желтоватый.

### Отличия от сходных видов
Внешне почти не отличается от родственного вида, Acris blanchardi. От сверчковой квакши отличается менее заострённой мордой, более короткими задними ногами, наличием одной тёмной полосы с ровными краями на бедре и более выраженной перепонкой между пальцами задней лапы. От болотных квакш — бугорчатой кожей, а от молодых представителей рода Lithobates — наличием треугольника между глазами и отсутствием тёмной полосы на задней стороне бедра и светлых линий от глаза до рта.

## Ареал и среда обитания
Ареал щёлкающей квакши охватывает восточные и южные регионы США, от штата Нью-Йорк до Флориды и на запад до Техаса.
Типичными местами обитания являются медленно текущие водоёмы с обильной прибрежной растительностью, такие как ручьи, пруды и заболоченные участки. Лягушки часто образуют скопления на илистых берегах.

## Поведение и экология

### Питание
Основу рациона щёлкающей квакши составляют мелкие беспозвоночные, включая насекомых (комаров, мух) и паукообразных. Пищевые предпочтения зависят от доступности кормовых объектов в конкретной местности.

### Размножение
Брачный сезон длится с мая по август. Самцы привлекают самок с помощью характерных звуковых сигналов, напоминающих стрекотание сверчков. Акустические сигналы самцов могут варьироваться в зависимости от плотности популяции и наличия конкурентов. Самки откладывают яйца поодиночке, прикрепляя их к подводной растительности. Эмбриональное развитие завершается через несколько дней, после чего вылупляются головастики. Метаморфоз происходит к началу осени.

### Хищники и защита
Естественными врагами щёлкающей квакши являются птицы, рыбы и другие земноводные. В качестве защитного механизма вид использует мощные прыжки, позволяющие преодолевать расстояние до 1 метра.

## Охранный статус
Международный союз охраны природы присвоил виду статус «вызывающего наименьшие опасения» в связи с широким распространением, устойчивости к изменению местообитаний и предположительно большим размером популяции. Однако численность популяции может сокращаться из-за деградации водно-болотных угодий, играющих ключевую роль в экосистеме.